# التس (هسن)
التس (هسن) (به آلمانی: Elz) یک شهر در آلمان است که در لیمبرگ-وایلبورگ واقع شده‌است. التس ۷٬۹۸۰ نفر جمعیت دارد.

## خواهرخوانده
شهر والدمونشن خواهرخواندهٔ التس (هسن) هست.